# Digital Command Control
Pour les articles homonymes, voir DCC.
Le digital command control (DCC), en français « système de commande numérique » est un standard utilisé dans le modélisme ferroviaire pour commander individuellement des locomotives ou des accessoires de voie en modulant la tension d'alimentation de la voie. 
Ce système défini par une norme du NMRA (National Model Railroad Association) a été ensuite adopté par le MOROP (Union Européenne des Modélistes Ferroviaires et des Amis des Chemins de Fer). 
Les locomotives et leurs accessoires (feux, effets sonores des engins moteurs) ainsi que les accessoires du réseau (aiguillages, itinéraires) possèdent chacun une adresse unique. Le signal codé envoyé sur la voie donne des ordres aux équipements tout en fournissant la puissance.

## Historique
Le système DCC a été développé au départ par Lenz Elektronik GmbH (Allemagne) pour les fournisseurs de modèles ferroviaires Märklin et Arnold. Les premiers décodeurs sont apparus au début de 1989 pour Arnold (échelle N) et à la mi 1990 pour Märklin (échelles Z, H0 et 1). 
En 1992 la NMRA a commencé à évaluer ce système comme candidat possible pour un futur standard de commande. Le système a été retenu et baptisé DCC. La NMRA a souscrit une licence auprès de Lenz et les normes officielles série '9' sont sorties fin 1993.
Le MOROP a ensuite adopté le système sous la norme NEM 670.

## Équipements
Une centrale de commande modulant la tension de la voie est intercalée entre un coffret d'alimentation de puissance et les câbles d'alimentation de la voie.
Les équipements mobiles (locomotives) ou fixes (feux, aiguillages, éclairages)
sont dotés de décodeurs leur permettant d'interpréter les signaux de commande. Ces décodeurs comportent un certain nombre de paramètres, appelés 'CV' ou 'variables de configuration'. Seules certaines variables de configuration sont obligatoires, mais pas toutes : certaines sont conseillées, d'autres optionnelles, voire à la disposition de chaque fabricant qui les affecte suivant ses besoins. Il en est de même pour leur contenu, qui varie en fonction du constructeur.

### Centrales de commande

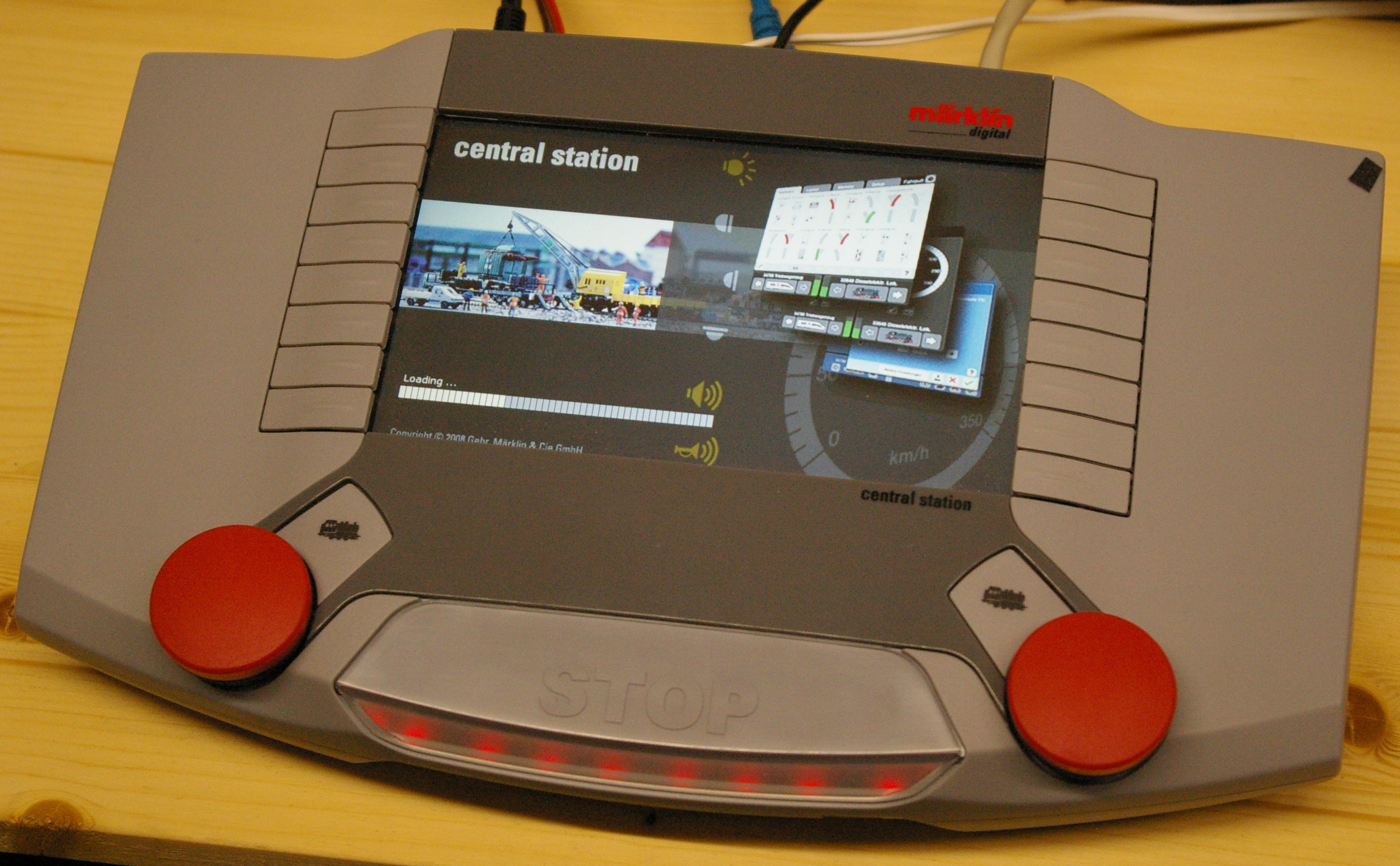
Centrale de commande Märklin CS2 multi-protocoles

Les centrales de commande permettent soit une commande manuelle à l'aide d'une interface de commande, soit une commande automatisée.
On peut ainsi définir des parcours et des scénarios de circulation en jouant sur la position des aiguillages et le contrôle des locomotives (équivalents aux sillons). 
Les centrales peuvent être contrôlées par ordinateur. Il y a des logiciels de commande disponibles sous Windows ou Linux.
Les commandes manuelles se font soit directement sur la centrale, soit avec une télécommande filaire ou radio, soit via tablette ou smartphone.

### Décodeurs

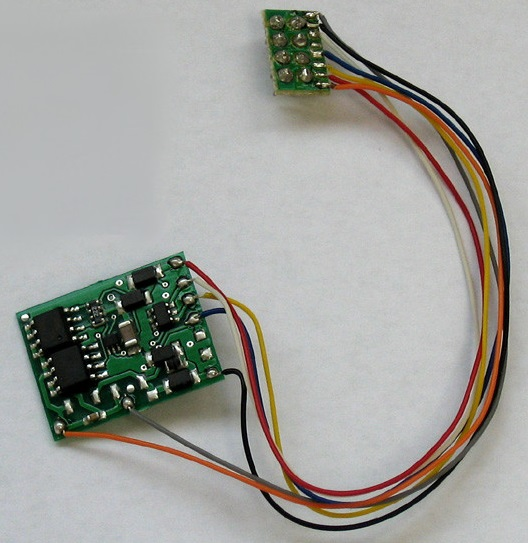
DCC/décodeur multiprotocole compatible Railcom avec interface NEM-652 à 8 broches

Les décodeurs de locomotives incorporent un variateur pour la commande des moteurs électriques. Ils commandent aussi les feux, l'éclairage, les sons, le générateur de fumée et parfois un système de décrochage.
Les décodeurs d'accessoires fournissent généralement des signaux tout ou rien et sont souvent équipés de relais.
Le paramétrage des décodeurs se fait le plus généralement à l'aide de la centrale en passant dans un mode dit 'de programmation' qui transmet les signaux de programmation sur la voie ou sur des fils de sortie. On utilise généralement un segment de voie spécifique pour programmer chaque équipement individuellement sans perturber les autres.

### 'Boosters'
Les 'boosters' sont des amplificateurs d'intensité, qui conservent la forme de tension du  signal présent à leur entrée mais permettent aux équipements d'utiliser une intensité plus élevée, assurant une puissance plus importante pour un réseau comportant de nombreuses locomotives ou accessoires fonctionnant simultanément. La tension de sortie peut être ajustée à une valeur différente de celle d'entrée, seule la forme des impulsions étant conservée afin de conserver les codes transmis.
Il peut y avoir plusieurs 'boosters', afin de séparer l'alimentation des accessoires et celle de la voie et aussi afin de créer un certain nombre de 'cantons' afin de détecter les trains. Le même signal sera transmis aux différents 'boosters'.

### Panneaux de commande

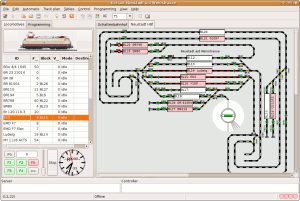
Programme de commande 'Rocrail'

L'interface de commande parfois appelée 'régulateur' (cab en anglais) peut prendre plusieurs formes:
- Un panneau de commande directement sur la centrale
- Un ordinateur avec un programme spécial (relié par fil ou Wi-Fi à la centrale)
- Un boitier relié par un fil à la centrale, parfois appelé 'souris'
- Un boitier sans fil relié par radio à la centrale
- Un téléphone sans fil (liaison analogique) commandant la centrale
- Un 'smartphone' relié par Wi-Fi à la centrale

La majorité des centrales acceptent d'avoir plusieurs commandes opérant simultanément. Ceci permet par exemple à chaque opérateur de piloter sa propre locomotive.
Les panneaux sur les centrales ou les ordinateurs, de plus grande taille, permettent notamment l'affichage d'une image du réseau, facilitant une vue plus globale et la commande des accessoires.

#### Les bus d'interface des panneaux de commandes
Certains constructeurs ont défini une interface électrique et un protocole permettant de relier les commandes (ou les récepteurs radios) à la centrale. 
Ces standards ne font pas partie intégrante de la norme DCC et il y a une variété d'offres parmi les constructeurs. En anglais, ces bus sont appelés 'cab bus'.
Entre parenthèses les fournisseurs utilisant le bus
- LocoNet (Digitrax,Uhlenbrock, Fleischmann) - utilisé aussi pour la rétrosignalisation -
- XpressNet/X-bus (Lenz, Arnold, Hornby, Roco, CT-electronik, ZTC)
- NCE Network (NCE)

## Principes de codage
Les signaux de commande sont groupés par paquets envoyés successivement, chacun des paquets étant destiné à une adresse unique. Il peut y avoir plusieurs décodeurs ayant la même adresse, qui recevront alors les mêmes ordres.

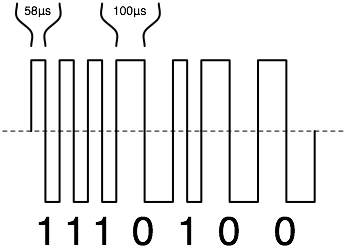
un exemple de paquet court d'un signal DCC avec son flux de bits.

Une station de commande DCC, en combinaison avec son 'booster' (amplificateur de signal), module la tension de la voie pour envoyer des messages numériques tout en fournissant l'alimentation de puissance.
La tension de la voie est un signal continu bipolaire. Ceci donne une forme de courant alternatif, mais le signal n'est pas sinusoïdal. Les inversions de tensions sont instantanées ce qui donne un signal pulsé. La durée de l'impulsion dans chaque sens fournit le codage du signal. Pour définir un bit de '1', la durée est courte (58µs pour un demi-cycle) alors qu'un bit '0' est représenté par une période longue (au moins 100µs pour un demi-cycle).
Chaque locomotive est équipée avec un décodeur embarqué qui récupère le signal de la voie et après redressement, fournit la puissance au moteur suivant la consigne. La puissance peut aussi être utilisée pour les feux, le générateur de fumée et le son. Un décodeur fixe peut être attaché aux rails pour la commande des aiguillages, découpleurs et autres accessoires de voie tels que les systèmes d'annonces vocales ainsi que les éclairages.
Avec certaines centrales, dans un segment de voie alimenté en DCC il est possible d'utiliser une unique locomotive a commande analogique en sus des locomotives commandées par DCC. La technique est appelée 'zero stretching'. L'impulsion haute ou basse est modifiée pour donner une valeur moyenne de tension dans un sens ou dans l'autre. Cependant, les transitoires du signal DCC font chauffer les moteurs et certaines locomotives équipées de moteurs à rotor sans fer peuvent être détruites avec ce principe de fonctionnement.

## Avantages et inconvénients
La commande est entièrement centralisée et chaque équipement étant doté de son propre décodeur, le câblage est nettement simplifié par rapport aux systèmes de commandes à relais.
Pour une circulation automatisée, les séquences sont définies par programmation sans aucune modification de câblage, ce qui ouvre de grandes possibilités de modifications et de réorganisation. 
Cependant, toutes les locomotives doivent être 'numérisées' en les équipant d'un décodeur. Si sur les machines modernes, le branchement d'un décodeur est prévu dès la construction, les anciens matériels doivent être modifiés et re-câblés. 
Le coût d'un rééquipement est donc important si l'on ajoute le prix de la centrale à celui des décodeurs de locomotives et des décodeurs d'accessoires.
Si le câblage est simple, il est remplacé par une importante étape de programmation des décodeurs.
À l'origine, le DCC ne faisait qu'envoyer des commandes sans pouvoir recueillir d'information de retour ('rétrosignalisation'). Afin de combler ce manque, plusieurs systèmes incompatibles entre eux ont été créés. La norme DCC a été depuis complétée par le standard 'Railcom' mais les autres standards déjà bien implantés ont créé une fragmentation des offres nuisible à un bon développement.
L'ajout d'un système de rétro-signalisation permet une automatisation complète mais augmente le prix de l'installation.

## Rétrosignalisation
Le système DCC n'était prévu à l'origine que pour l'envoi de commandes sans possibilité de retour d'information, que ce soit depuis la voie ou depuis les locomotives.
Cela a suscité le développement de 'bus' de rétro-signalisation permettant notamment de signaler à une centrale les sections de voie occupées.
Il y a donc plusieurs standards disponibles.

### Railcom
En 2006, Lenz, en coordination avec Kühn, Zimo et Tams, a commencé à développer une extension au protocole DCC permettant d'avoir un retour d'information depuis les décodeurs vers la centrale de commande. Ce signal de retour permet notamment de signaler quel train roule actuellement sur telle section (canton), mais permet aussi de donner la vitesse réelle d'une locomotive. Le nom de ce système de retour d'informations est Railcom et il a été standardisé en 2007 par la norme NMRA RP 9.3.1.

### Autres standard de rétro-signalisation
Entre parenthèses les fabricants proposant des équipements suivant ces standards organisés en 'bus'.
- Loconet (Digitrax, Fleischmann, Uhlenbrock, Roco, Zimo)
- S88 (ESU, Fleischmann, Tams, Uhlenbrock, Viessmann)
- RS-feedback (Lenz)

## DCC pourtrain de jardin
Dans un train de jardin, l'encrassement des rails et des jonctions pose des problèmes spécifiques pour l'utilisation du DCC en faisant obstacle à une bonne transmission du signal et de la puissance.
On prévoit en principe lors d'une alimentation par la voie que le signal DCC soit transmis par un câble principal de forte section appelé 'feeder', raccordé à intervalles très réguliers (2 à 6 m) à la voie pour maintenir une bonne qualité de courant.
Il existe des possibilités alternatives.
- La transmission par radio du signal DCC, les trains étant alors alimentés par batterie, voire par la voie mais avec un stockage d'énergie.
- La transmission du signal DCC par la voie possible en l'absence de contact entre la voie et les roues (la voie servant alors d'antenne). Dans ce cas, un système de stockage d'énergie de quelques dixièmes de secondes est monté sur le décodeur (Lenz 'gold').